# Catharinakerk (Goedereede)

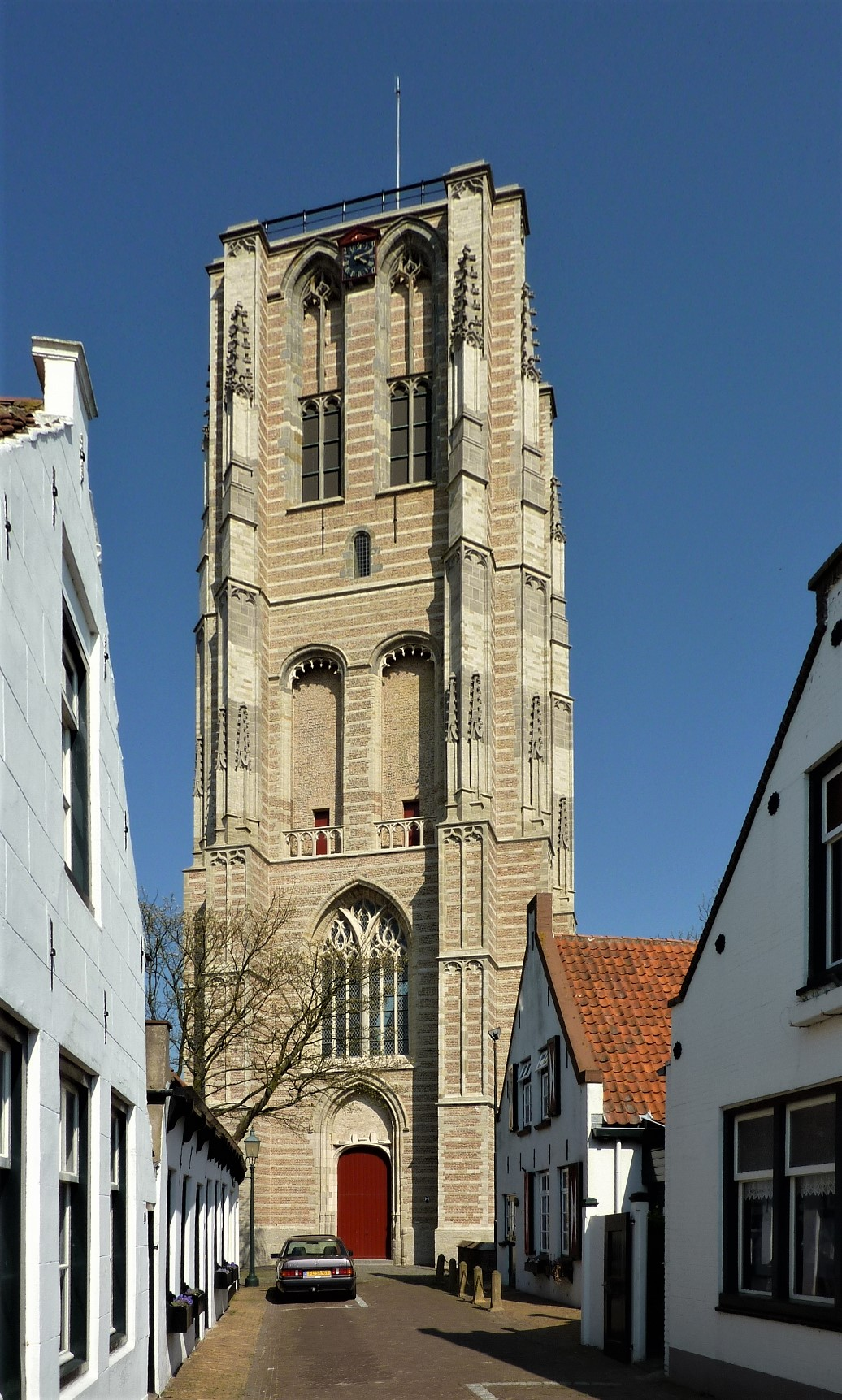
Der Turm der Catharinakerk

Die Catharinakerk (deutsch Katharinenkirche) ist das Kirchengebäude einer reformierten Gemeinde innerhalb der Protestantischen Kirche in den Niederlanden in Goedereede auf der Halbinsel Goeree-Overflakkee in der Provinz Südholland. Der freistehende gotische Turm, das Kirchengebäude sowie die erhaltenen Teile der mittelalterlichen Kirche sind seit 1967 als Rijksmonumente eingestuft. Die mittelalterlichen Teile der Kirche sind Werke der Backsteingotik. Dabei lässt sich der Turm mit seinem Werksteinschmuck und seinen Tuffsteinbändern deren Spielart der Kempischen Gotik zurechnen.

## Geschichte
Goedereede wurde als eigenständige Pfarrei 1450 von Ouddorp abgepfarrt. Vor dem Bau der Catharinakerk gab es an anderer Stelle eine Kapelle mit unbekanntem Patrozinium, die dem Stadtbrand von 1482 zum Opfer fiel.
Die neue Pfarrkirche wurde 1453 zunächst als einschiffiger Bau mit 5/8-Chorschluss errichtet. 1467 begann man mit dem Bau des massiven Westturmes. Dem Langhaus wurde 1479 ein nördliches Seitenschiff angefügt, woran sich in Höhe des Chores östlich eine Sakristei oder möglicherweise eine Seitenkapelle anschloss. 1512 wurde der Turm, fast 40 Meter hoch, fertiggestellt.
Um 1705 stürzte das Langhaus der Kirche wegen Baufälligkeit ein. 1706 wurde es mit Teilen des Chores, der auch in Mitleidenschaft gezogen worden war, niedergelegt. 1708 wurde eine neue Kirche unter Einbeziehung der Überreste des Chores und der gotischen Sakristei als schlichte Saalkirche auf den Grundmauern des Chores errichtet. Das Langhaus wurde nicht wieder aufgebaut, so dass heute zwischen Turm und Saalkirche eine große Lücke besteht.
1823 wurde die Turmspitze als Leuchtturm hergerichtet. Diese Funktion versah der Turm, bis in Ouddorp 1912 ein neuer Leuchtturm errichtet wurde.
Die Reformierte Kirchengemeinde gehört zur 2004 geschaffenen unierten Protestantischen Kirche in den Niederlanden.

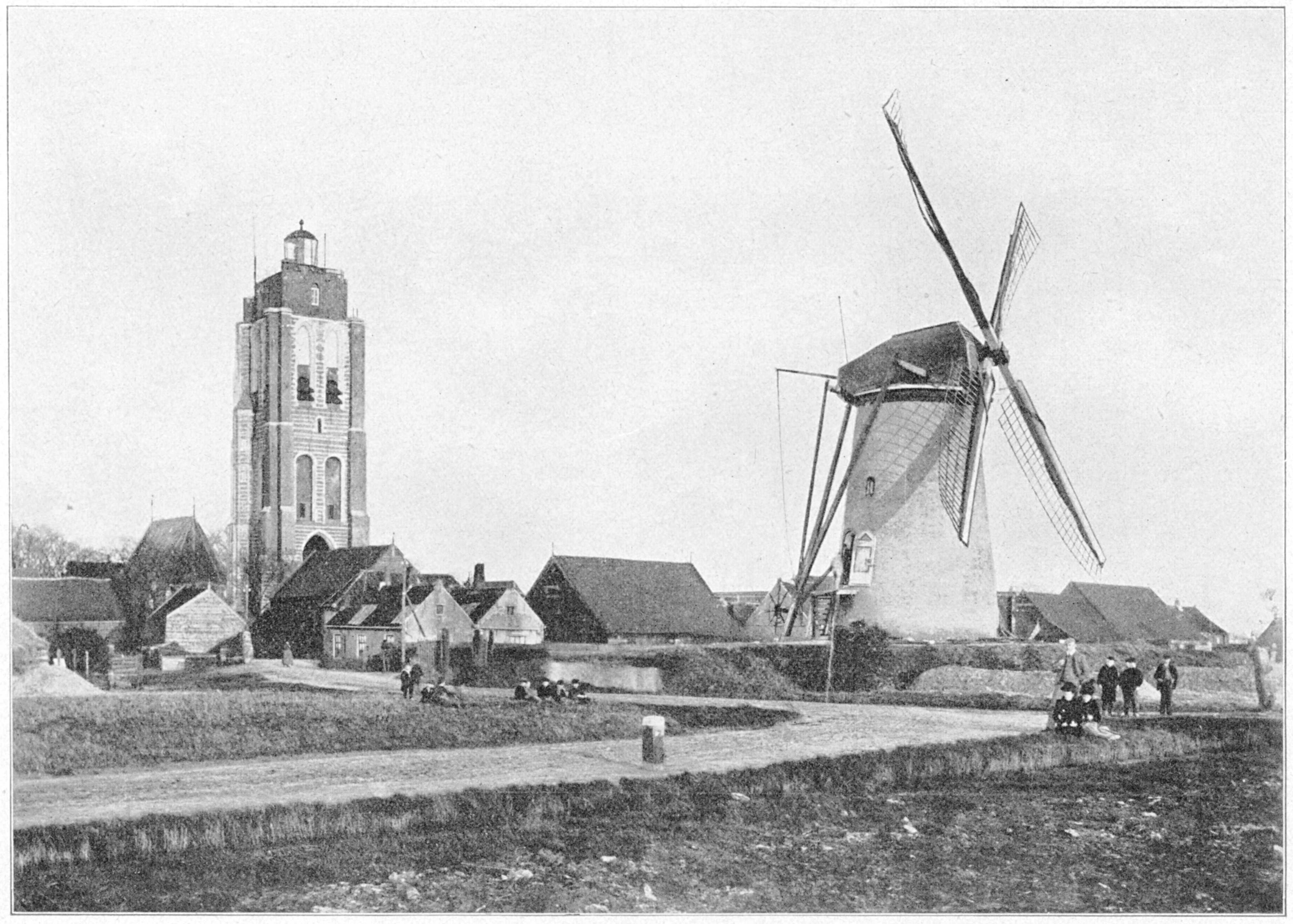
Der Turm in seiner Funktion als Leuchtturm 1910
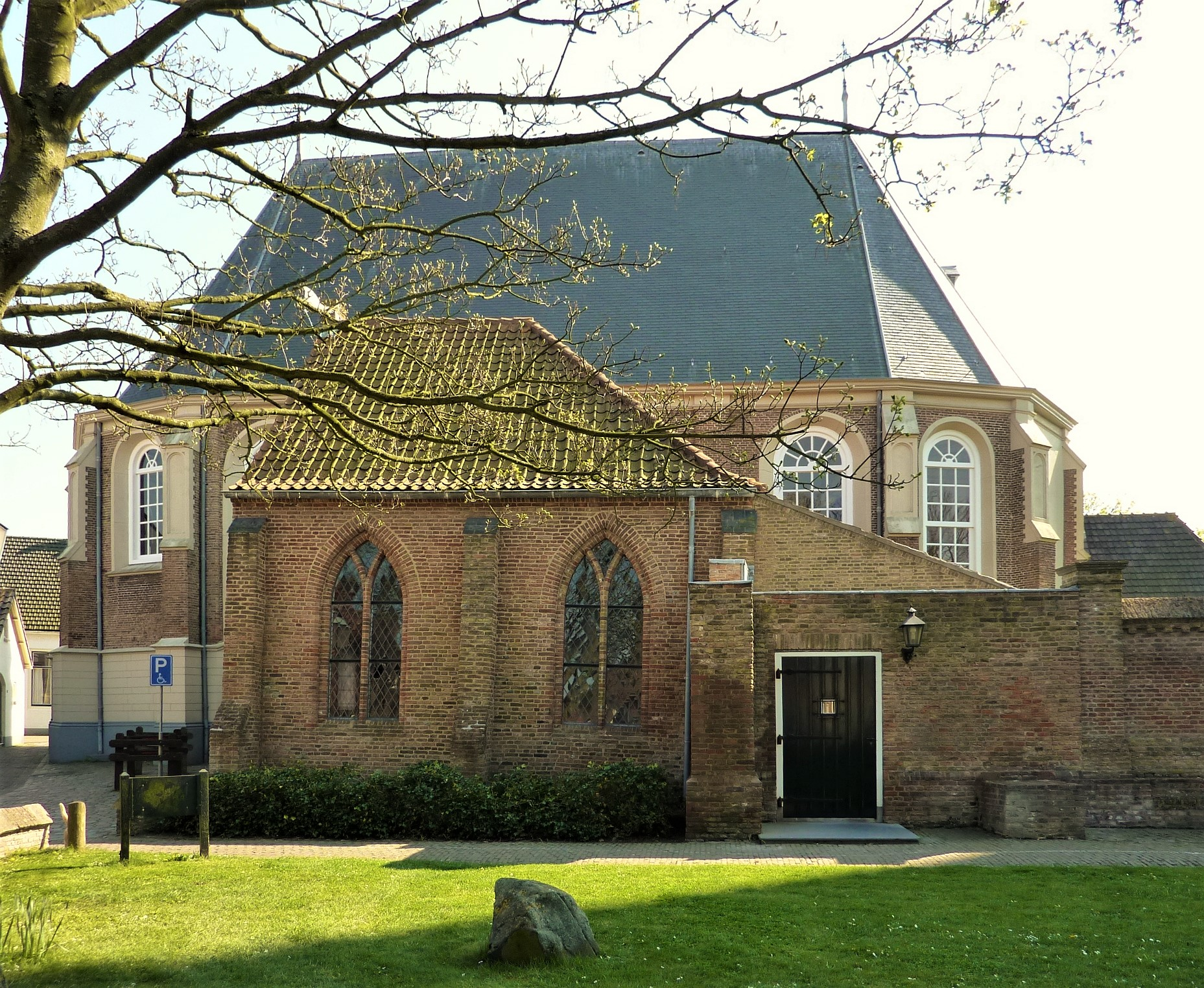
Die Saalkirche mit der gotischen Sakristei
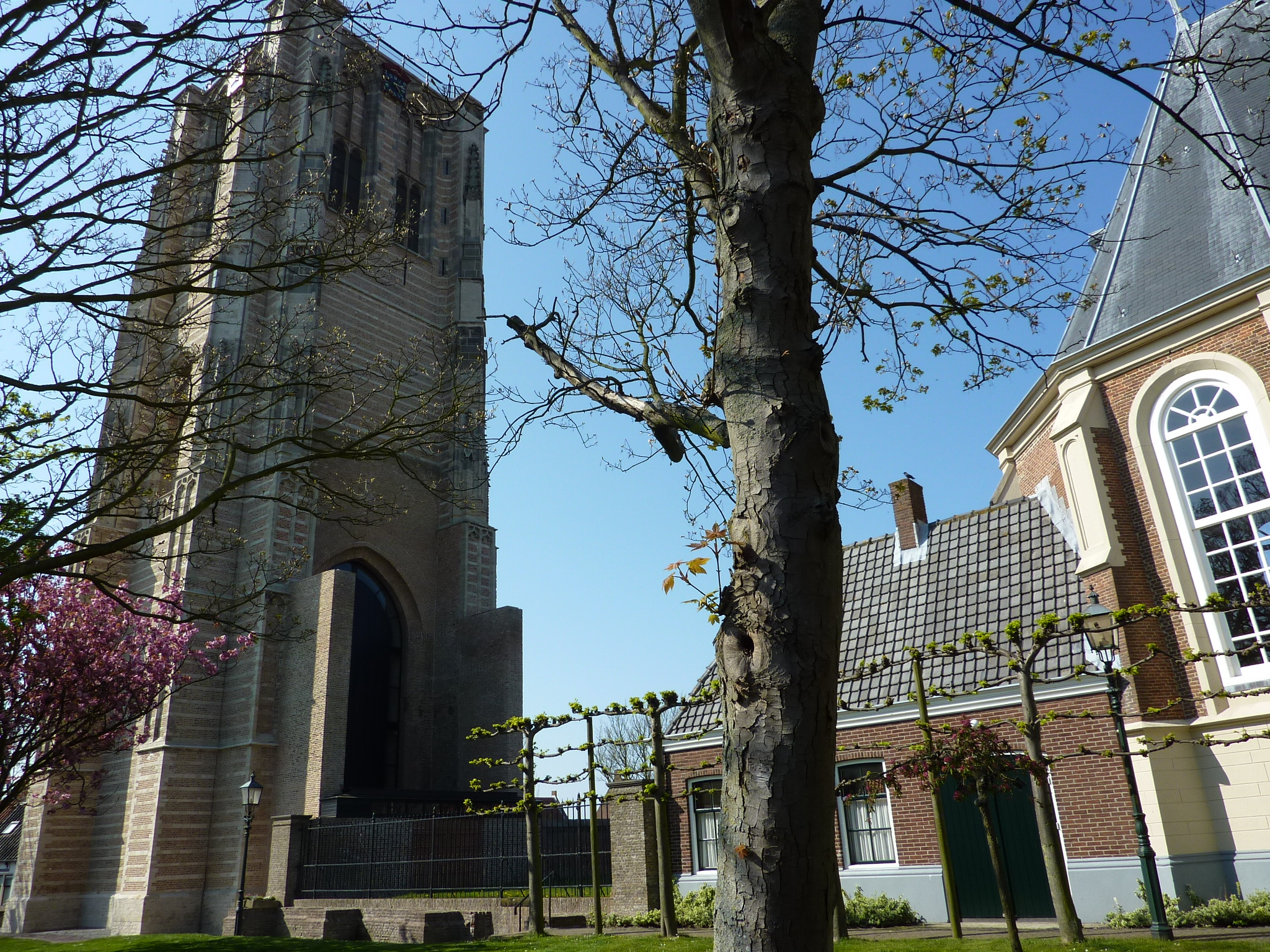
Die Lücke zwischen Turm und Saalkirche

## Orgel
Die Orgel wurde 1929 durch die Orgelbaufirma J. de Koff & Zoon (Utrecht) in dem vorhandenen Orgelgehäuse aus dem Jahre 1861 erbaut, und im Laufe der Zeit mehrfach erweitert. Das Kegelladen-Instrument hat heute 12 Register auf zwei Manualen und Pedal. Die Trakturen sind pneumatisch.
| I Hauptwerk C–f3 |                     |     |
| 1.               | Bourdon             | 16′ |
| 2.               | Prestant            | 8′  |
| 3.               | Roerfluit           | 8′  |
| 4.               | Octaaf              | 4′  |
| 5.               | Mixtuur-Cornet II-V |     |
| 6.               | Echotrompet         | 8′  |

| II Schwellwerk C–f3 |              |    |
| 7.                  | Holpijp      | 8′ |
| 8.                  | Concertfluit | 8′ |
| 9.                  | Gamba        | 8′ |
| 10.                 | Fluit        | 4′ |
| 11.                 | Woudfluit    | 2′ |
|                     | Tremulant    |    |

| Pedal C–d1 |        |     |
| 12.        | Subbas | 16′ |

- Koppeln: II/I (auch als Sub- und Superoktavkoppel), I/P, II/P